# Казуповка
Казуповка — бывшая деревня в Монастырщинском районе Смоленской области России.
Находилась в 4 верстах восточней современной деревни Родьковка.

## История
На 1978 год уже считалась прекратившей существование, с указанием что числилась в списках до 1975 года.
В 1993 году считалась, как прекратившая существование деревня Сычёвского сельсовета Монастырщинского района.